# Стоичко Пешев
Стоичко Пешев (28 февруари 1942 г. – 17 юни 2005 г.) е български футболист, десен бек и дясно крило. В кариерата си играе за Миньор (Бухово), Локомотив (София), Ботев (Пловдив), ЦСКА (София), Левски (София) и Лъсков (Ямбол). Има 8 мача с 1 гол за националния отбор на България.

## Кариера
В ранните си години Пешев играе футбол в Миньор (Бухово). След това дебютира в А група с екипа на Локомотив (София), а през 1961 г. преминава в Ботев (Пловдив). Четвъртфиналист с Ботев Пд и автор на 3 гола в турнира за КНК през сезон 1962/1963. За „канарчетата“ изиграва 25 мача с 1 гол през сезон 1961/62 и 17 мача с 1 гол през 1962/63.
През пролетта на 1963 г. е привлечен в ЦСКА (София). Дебютира на 21 април 1963 г. при победа с 3:0 като гост срещу Черно море. До края на сезон 1962/63 изиграва 9 мача за „армейците“ и бележи 3 гола. С отбора печели националната купа през сезон 1964/65, както и титлата в първенството през 1965/66.
През 1966 г. Пешев преминава във вечния съперник Левски (София). За 5 сезона изиграва общо 130 мача и бележи 10 гола – 102 мача с 8 гола в А група, 21 мача с 2 гола за купата, както и 7 мача в евротурнирите. С Левски е двукратен шампион и трикратен носител на купата.
Завършва кариерата си в Лъсков (Ямбол), където за два сезона изиграва 46 мача и вкарва 1 гол в А група.

## Успехи
ЦСКА (София)
- А група:
  -  Шампион: 1965/66

- Национална купа:
  -  Носител: 1964/65

Левски (София)
- А група:
  -  Шампион (2): 1967/68, 1969/70

- Национална купа:
  -  Носител (3): 1966/67, 1969/70, 1970/71

Ботев (Пловдив)
- Национална купа:
  -  Носител : 1961/62,